# Gà gáy dài

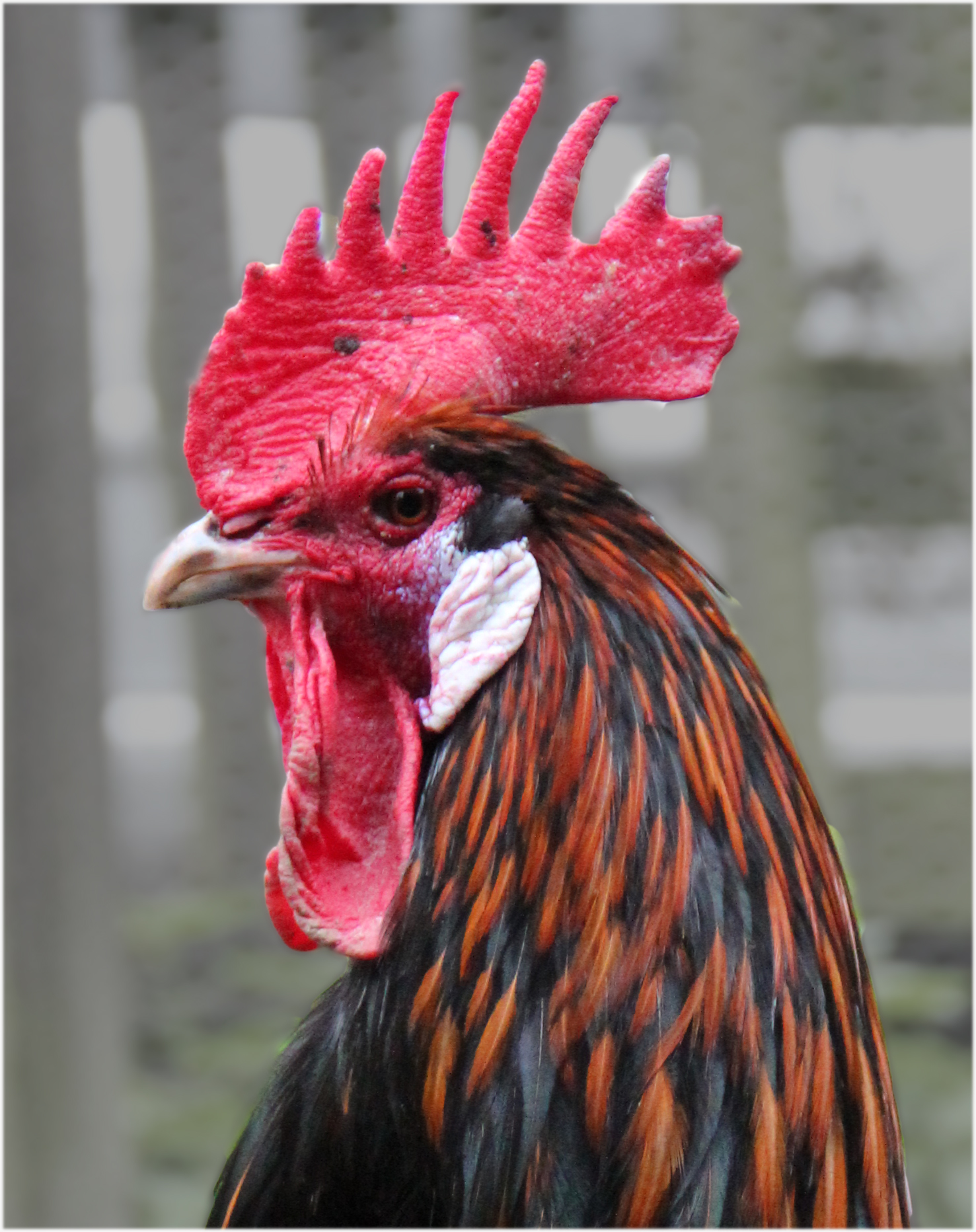
Bergische Kräher

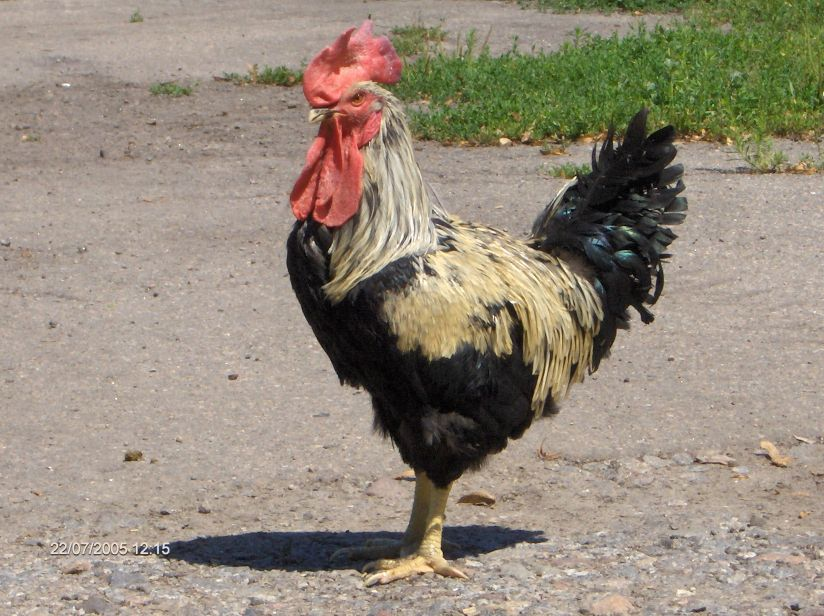
Gà Yurlower

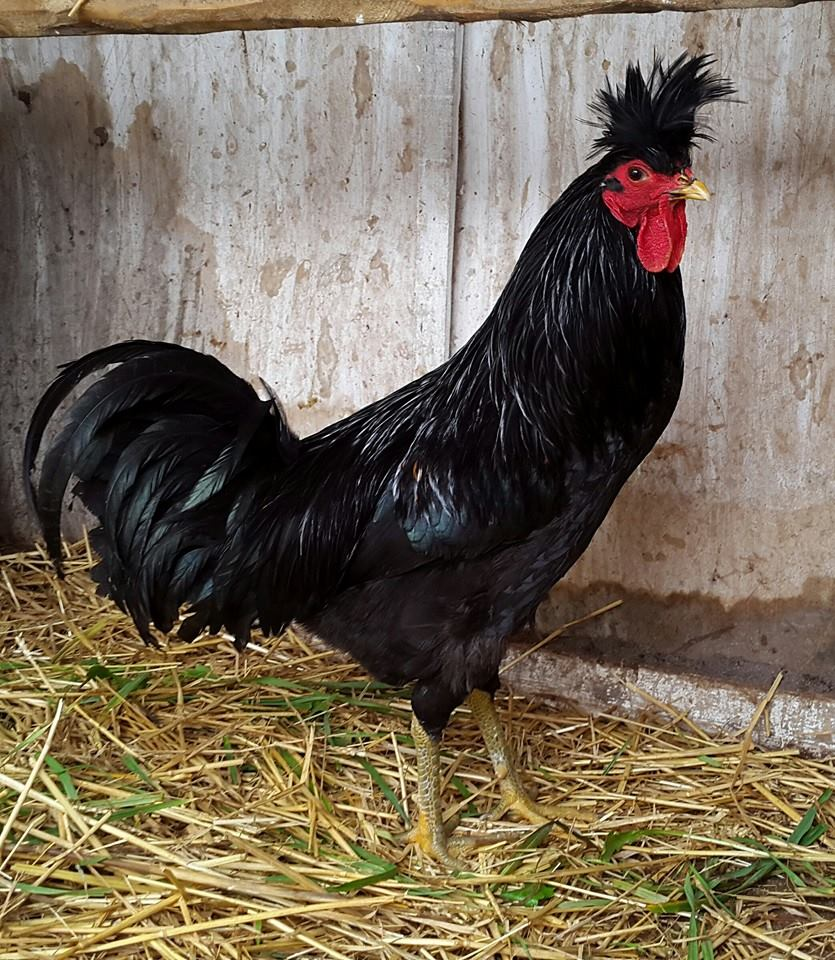
Gà gáy dài dài Kosova

Gà gáy dài là giống gà đặc trưng do tiếng gáy của gà trống kéo dài bất thường, trong một số trường hợp kéo dài lên đến 60 giây. :44  Các tài liệu tham khảo lâu đời nhất về giống gà này là từ Trung Quốc. :97 Chúng phân bố đông đúc nhất là ở Viễn Đông, Thổ Nhĩ Kỳ, Balkan và phía tây nước Đức.

## Lịch sử
Tài liệu đề cập sớm nhất về gà gáy dài là trong các tác phẩm của Li Ji, có từ thời Hoàng đế Xuan của Hán (75-49 TCN). Ở Nhật Bản các tài liệu tham khảo đầu tiên là từ đầu thế kỷ thứ 8, trong biên niên sử Kojiki và Nihon Shoki.   Giống gà gáy dài Bergische Kräher của Đức được nhập khẩu từ Balkan vào thời Mediaeval. Ở Nga, Jurlower hay Yurlov Crower được nhân giống vào thế kỷ XIX. 

## Đặc điểm
Các giống gà thể hiện hành vi gáy dài ở nhiều mức độ bao gồm gà Berat, Bergische Kräher, Jurlower và Kosovo và các giống của Đông Âu, Denizli của Thổ Nhĩ Kỳ, và các giống Koeyoshi, Kurokashiwa, Tomaru và Tôtenko của Nhật Bản. 
Nhìn chung, các giống gà gáy dài có đặc điểm cao, chân và cổ dài. :44

## Cuộc thi gà gáy
Ở Đức, Indonesia và Nhật Bản, có một truyền thống cũ về các cuộc thi dành cho gà gáy với những giống gà gáy dài địa phương. Độ dài của tiếng gáy được đo, nhưng cũng có thể đánh giá số lượng tiếng gáy, giai điệu và cao độ.  Gần đây, cuộc thi kéo dài với các giống không phải địa phương đang được tổ chức ở Đức và Hà Lan.

## Danh sách các giống gà gáy dài
- Achal Tekkinski
- Bekisar
- Bergische Crower và Bergische Bantam Crower
- Crower Brazil (Galo musico)
- Crower Bosnian (Berat Crower)
- Changkuo Crower
- Denizli Crower (Denizli horozu)
- Gaga (Ayam gaga)
- Pelung (Ayam Pelung)
- Yurlov Crower (Jurlovskie golosistie)
- Kokok Balenggek (Ayam Kokok Balenggek)
- Komotini Crower
- Cây kéo dài Kosova
- Palama Crower
- Shôkoku
- Tômaru
- Tôtenkô
- Koeyoshi
- Kurokashiwa